# Desigualdade de Hardy-Littlewood
Em análise matemática, a desigualdade de Hardy-Littlewood estabelece que se f e g são funções reais mensuráveis não negativas definidas em Rn que se anulam no infinito, então
{\displaystyle \int _{R^{n}}f(x)g(x)dx\leq \int _{R^{n}}f^{*}(x)g^{*}(x)dx}
onde f* e g* são os rearranjos simétricos decrescentes das funções f(x) e g(x), respectivamente.  

## Demonstração
Pelo representação bolo de camadas, tem-se:
{\displaystyle f(x)=\int _{0}^{\infty }\chi _{f(x)>r}dr}
{\displaystyle g(x)=\int _{0}^{\infty }\chi _{g(x)>s}ds}
onde {\displaystyle \chi _{f(x)>r}} denota a função indicadora (ou função característica) do subconjunto E f dado por
{\displaystyle E_{f}=\left\{x\in X:f(x)>r\right\}}
Analogamente, {\displaystyle \chi _{g(x)>s}} denota a função indicadora do subconjunto E g dado por
{\displaystyle E_{g}=\left\{x\in X:g(x)>s\right\}}
{\displaystyle {\begin{aligned}\int _{\mathbb {R} ^{n}}f(x)g(x)\,dx&=\displaystyle \int _{\mathbb {R} ^{n}}\int _{0}^{\infty }\int _{0}^{\infty }\chi _{f(x)>r}\chi _{g(x)>s}\,dr\,ds\,dx\\[8pt]&=\int _{\mathbb {R} ^{n}}\int _{0}^{\infty }\int _{\mathbb {R} ^{n}}\chi _{f(x)>r\cap g(x)>s}\,dx\,dr\,ds\\[8pt]&=\int _{0}^{\infty }\int _{0}^{\infty }\mu \left(\left\{\chi _{f(x)>r\cap g(x)>s}\right\}\right)\,dr\,ds\\[8pt]&\leq \int _{0}^{\infty }\int _{0}^{\infty }\min \left(\mu \left(f(x)>r\right);\mu \left(g(x)>s\right)\right)\,dr\,ds\\[8pt]&=\int _{0}^{\infty }\int _{0}^{\infty }\min \left(\mu \left(f^{*}(x)>r\right);\mu \left(g^{*}(x)>s\right)\right)\,dr\,ds\\[8pt]&=\int _{0}^{\infty }\int _{0}^{\infty }\mu \left(\left\{\chi _{f^{*}(x)>r\cap g^{*}(x)>s}\right\}\right)\,dr\,ds\\[8pt]&=\int _{\mathbb {R} ^{n}}f^{*}(x)g^{*}(x)\,dx\end{aligned}}}